# Zoltán János
Zoltán János (Budapest, 1953. február 22. – Budapest, 2020. április 22.) újságíró, zenei szakíró, rocktörténész.

## Életpályája
Édesanyja dr. Farkas Edit röntgenorvos. Édesapja a neves plasztikai sebész, id. Zoltán János (1921–2011), vadászati tárgyú könyvek szerzője. Utóbbi felesége és társszerzője Tomai Éva (1933–2005) pszichológus, pedagógiai kutató.
Az 1970-es évek elején, diákként kezdett beat- és rocktémájú cikkeket publikálni az Ifjúsági Magazinban. 1973 óta újságíró. Később a Pop Expressz, Metal Hammer, Poptükör, Popvilág, Dáridó, Polip magazinok, ill. a Pesti Riport napilap, valamint a Heti Riport és a Demokrata hetilapok munkatársaként is dolgozott.
1983-ban végezte el a MUOSZ újságíró-iskoláját. 1980–1985 között népművelő. 1985-ben az ELTE BTK-n szerzett oklevelet. 1988 óta a MUOSZ tagja.
Az 1980-as évek közepén az állami rádióban rocktörténeti műsorokat vezetett.
1986-ban és 1989-ben társszerkesztője volt a Metallica Hungarica. Heavy metal magazinnak.
1989–1990-ben a Metal Hammer & Hungarica. Nemzetközi hard rock & heavy metal magazin főszerkesztője.
1992-ben az (egyetlen lapszámot megért) Dáridó. Szórakoztató magazin mindenkinek főszerkesztői posztját jegyezte.
1994-ben szerkesztője volt az (egyetlen lapszámot megért) Pap Rita Magazinnak.
2003 májusában kezdeményezésére nyílt meg Budapesten az Old Man's Music Pubban magyar rockzenészek relikviáit bemutató Zenészmúzeum gyűjtemény.
A 2010-es években a Rádió Rock műsorvezetőjeként is tevékenykedett.

## Művei
- Ki kicsoda a külföldi rock zenében?; összeáll. Czippán György; ILV, Bp., 1982[12]
- Ki kicsoda a magyar rock zenében?; összeáll. Czippán György; ILV, Bp., 1982 (IM exkluzív)[12]
- Zalatnay Sarolta: A 100 millió igaz története – avagy Jótett helyébe jót ne várj; interjúk Zoltán János; Trabaccolo, Bp., 1998 ISBN 9630368935
- Képes pop-rock enciklopédia; Yellow & Blue Kft., Bp., 1999
- Zoltán János–Pintér D. István: Bús dal szól. Zámbó Jimmy emlékére; Infopress Rt., Székelyudvarhely, 2001[13]
- Dolly–Zoltán János: Dollywood; Szekipress, Bp., 2001 ISBN 963-00-7024-3
- Tóth Tamás Béla–Zoltán János: Csodálatos utazás. Könyv Radics Béláról; Zoltán–East Europe, Bp., 2002
- Csak egy kis emlék... Németh Lehelről; Zoltán és Társa Bt.–Elszta Kft., Budapest, 2004. ISBN 9632167651
- Gáncs Dénes–Zoltán János: A dallam diadala. A táncdalfesztiválok története; La Ventana, Bp., 2004[14]
- Vesztesnek születtünk. A Scampolo story; Music City, Bp., 2004[15]
- Rockcirkusz. A magyar beat-pop-rock művészet 45 éve; Szaktudás–Zoltán és Tsa. Bt., Bp., 2005
- A nagy (de)generáció. A Liversing sztori; Zoltán Bt., Bp., 2005
- A Piramis-legenda; Zoltán és Társa Bt., Bp., 2006[16]
- Zoltán János–Nemes Nagy Péter–Budai Ervin: Széttört álmok. A Syrius együttes története; Staen Hungária, Üröm, 2006[17]
- Szerethetsz is meg nem is. Szikora Róbert; Tupf Produkció, Bp., 2007[5]
- Nagy Feró könyv. A Beatrice-sztori; XactElektra, Bp., 2010
- Republic. 20 év; Alexandra, Pécs, 2010
- Mindhalálig rock and roll. Beszélgetések – az élet nagy pillanatai a rock világából Hajnal Gáborral; aki kérdez: Zoltán János; Nextland, Bp., 2018[18]